# Zhou Shouying
Zhou Shouying (chiń. 周守英 ur. 11 września 1969) – chińska wioślarka. Dwukrotna medalistka olimpijska z Seulu.
Zawody w 1988 były jej pierwszymi igrzyskami olimpijskimi. Wywalczyła dwa medale, srebro w czwórce ze sternikiem oraz brąz w ósemce. Na mistrzostwach świata w 1989 zdobyła srebro w czwórce bez sternika. W dwójce bez sternika triumfowała na igrzyskach azjatyckich w 1990. Brała udział w igrzyskach olimpijskich w 1992.